# Боргой
Боргой (рос. Боргой) — улус Джидинського району, Бурятії Росії. Входить до складу Сільського поселення Боргойське.
Населення — 548 осіб (2015 рік).